# مقلوب عدد نمطي
في الحسابيات النمطية، مقلوب عدد نمطي أو معاكس ضربي نمطي (بالإنجليزية: Modular multiplicative inverse)‏ لعدد صحيح a بتردد عدد طبيعي m هو عدد صحيح x حيث:
{\displaystyle a\,x\equiv 1{\pmod {m}}.}
هناك مقلوب ضربي واحد فقط إذا كان العددان {\displaystyle m} و {\displaystyle a} أوليين فيما بينهما، بمعنى أن قاسمهما المشترك الأكبر يساوي واحدا. أي {\displaystyle \gcd(m,a)=1}.
يعبر أيضاً عن هذا العدد {\displaystyle x}، إن وجد، بالرمز {\displaystyle a^{-1}} دلالةً على أنه المقلوب للعدد {\displaystyle a} في المتطابقة السابقة.